# Zełenyj Haj (rejon nowogrodzki)
Zełenyj Haj – dawna wieś na Ukrainie, w obwodzie czernihowskim, w rejonie nowogrodzkim.
30 marca 2022 wioska została odbita przez wojska ukraińskie, z rąk armii rosyjskiej, która zajęła wieś podczas wojny na Ukrainie.